# François Lecat
François Lecat (Bruxelles, 19 aprile 1993) è un pallavolista belga, nel ruolo di schiacciatore.

## Carriera

### Club
La carriera di François Lecat ha inizio nella stagione 2008-09 quando esordisce nella Liga A, massima divisione del campionato belga, con il Axis Guibertin, società a cui resta legato per tre annate. Nella stagione 2011-12 gioca per la prima volta all'estero, ingaggiato dal Tilburg, nella A-League olandese. Nella stagione seguente torna in patria, ingaggiato dall'Asse-Lennik, mentre nell'annata 2013-14 approda per un biennio al Maaseik. Si trasferisce in Italia per disputare il campionato 2015-16 di Superlega, difendendo i colori del BluVolley Verona, dove resta per due annate e con cui vince la Challenge Cup 2015-16. Nella stagione 2017-18 si accasa alla Callipo di Vibo Valentia, sempre nella massima divisione italiana.
Nella stagione 2018-19 firma con il Narbonne, nella Ligue A francese, mentre in quella successiva torna in Italia per accasarsi alla Peimar di Calci, in Serie A2. Per il campionato 2020-21 torna in patria, indossando la maglia dell'Aalst, mentre nella stagione seguente è inizialmente di scena nella Qatar Volleyball League con l'Al-Arabi, che lascia nel gennaio 2022 per concludere l'annata in Belgio col Roeselare, vincendo lo scudetto. Nell'annata 2022-23 torna a calcare i campi della divisione cadetta italiana, questa volta indossando la maglia della Rinascita Lagonegro.
Poco dopo l'inizio del campionato 2023-24 viene ingaggiato dai turchi del Türşad, in Efeler Ligi.

### Nazionale
Nel 2011 fa parte della nazionale under 19 belga, mentre già dal 2010 è in quella Under-20, con cui vince la medaglia di bronzo al campionato europeo 2012.
Nel 2013 esordisce in nazionale maggiore.

## Palmarès

### Club
- Campionato belga: 1

2021-22
- Challenge Cup: 1

2015-16

### Nazionale (competizioni minori)
- Campionato europeo under 20 2012